# ستيفان براريو
ستيفان كونستانتين براريو (مواليد 14 يناير 1999) هو مجدف روماني. نافس في حدث الرباعي بلا ربان وفاز مع فريقه بالميدالية الفضية في الألعاب الأولمبية الصيفية 2020، وكذلك في بطولتي أوروبا 2021 وبطولة العالم للتجديف 2019 وفاز بالميدالية الذهبية في بطولة 2019 الأوروبية للتجديف تحت 23 عامًا، وبطولة 2020 الأوروبية للتجديف تحت 23 عامًا وبطولة 2021 الأوروبية للتجديف تحت 23 عامًا.